# ريمون إي. بالدوين
ريمون إي. بالدوين (بالإنجليزية: Raymond E. Baldwin)‏ (و. 1893 – 1986 م) هو سياسي، ومحامي، وقاضي أمريكي، كان عضوًا في الحزب الجمهوري، توفي في فيرفيلد، عن عمر يناهز 93 عاماً.

## مناصب
تولى منصب Chief justice ‏ (1959–1963)
- عضو مجلس الشيوخ الأمريكي (27 ديسمبر 1946–16 ديسمبر 1949)[2]
- حاكم كونيتيكت  [لغات أخرى]‏ (6 يناير 1943–27 ديسمبر 1946)
- حاكم كونيتيكت  [لغات أخرى]‏ (4 يناير 1939–8 يناير 1941)[2]
- عضو مجلس نواب كونيتيكت (1931–1933)[2]
- قاضي (1931–1933)[2]
- مدع (1927–1930)[2]
- Associate justice [الإنجليزية]‏.[2]

## التعليم
تعلم في كلية ييل للحقوق، وتحصل منها على دكتوراه في القانون (حتى 1921)، وجامعة ويسليان (حتى 1916)، ومدرسة ابتدائية.

## الخدمة العسكرية
خدم في بحرية الولايات المتحدة (1916–أغسطس 1919).

## روابط خارجية
- ريمون إي. بالدوين على موقع إن إن دي بي (الإنجليزية)